# Raduň
Raduň är en ort i distriktet Opava i Mähren-Schlesien i Tjeckien. Den hade 1 022 invånare år 2015.